# 凱弗貝格山
47°24′18.68″N 8°31′13.25″E / 47.4051889°N 8.5203472°E

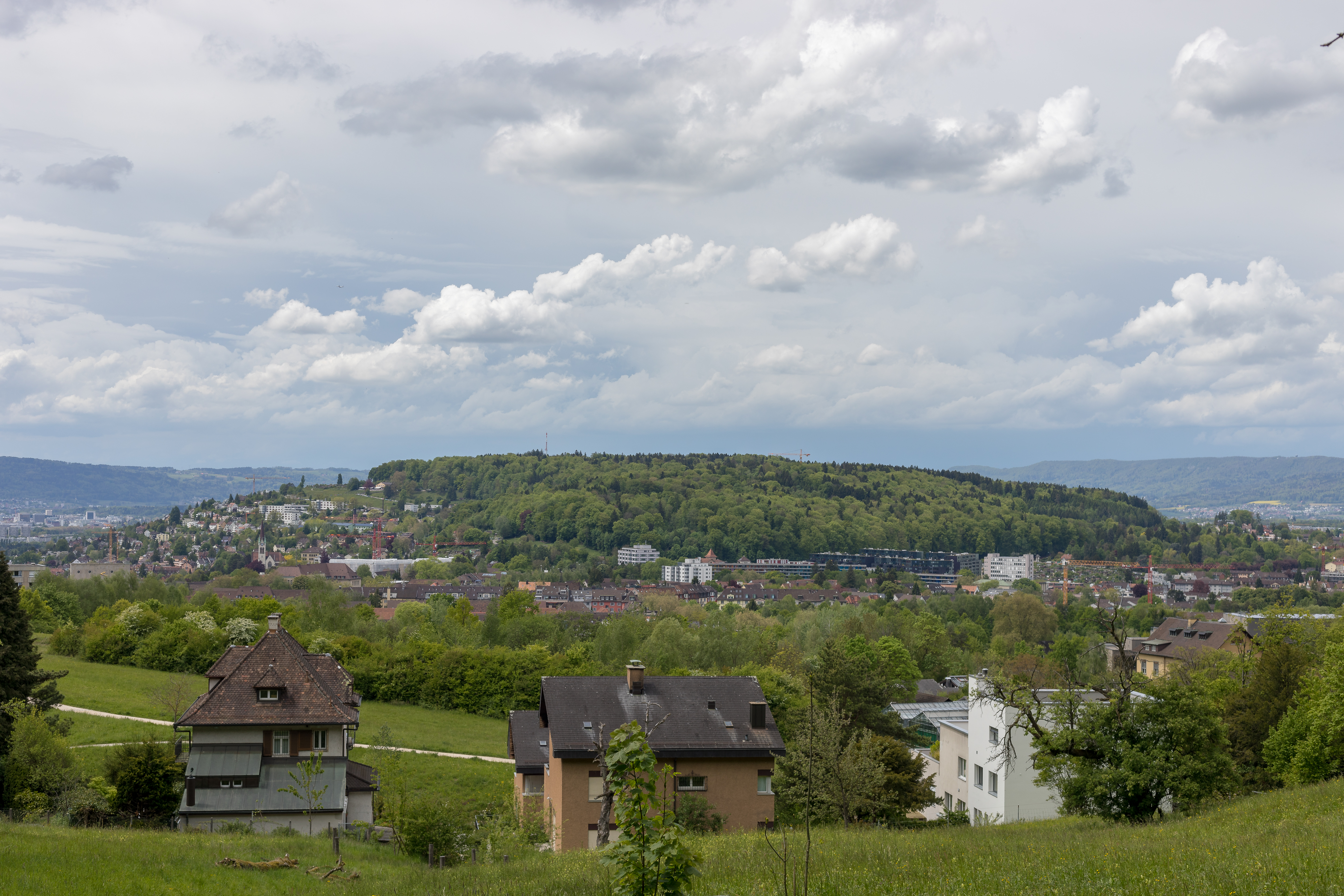

凱弗貝格山（Käferberg），是瑞士的山峰，位於該國北部，由蘇黎世州負責管轄，距離曲里希貝格山3公里，海拔高度582米，每年平均降雨量1,869毫米。